# Fortaleza de San Fernando Omoa

Die Fortaleza de San Fernando in Omoa (Puerto Cortés)

Die Fortaleza de San Fernando ist eine Festung im honduranischen Omoa, direkt an der Küste zur Karibik.

## Geschichte

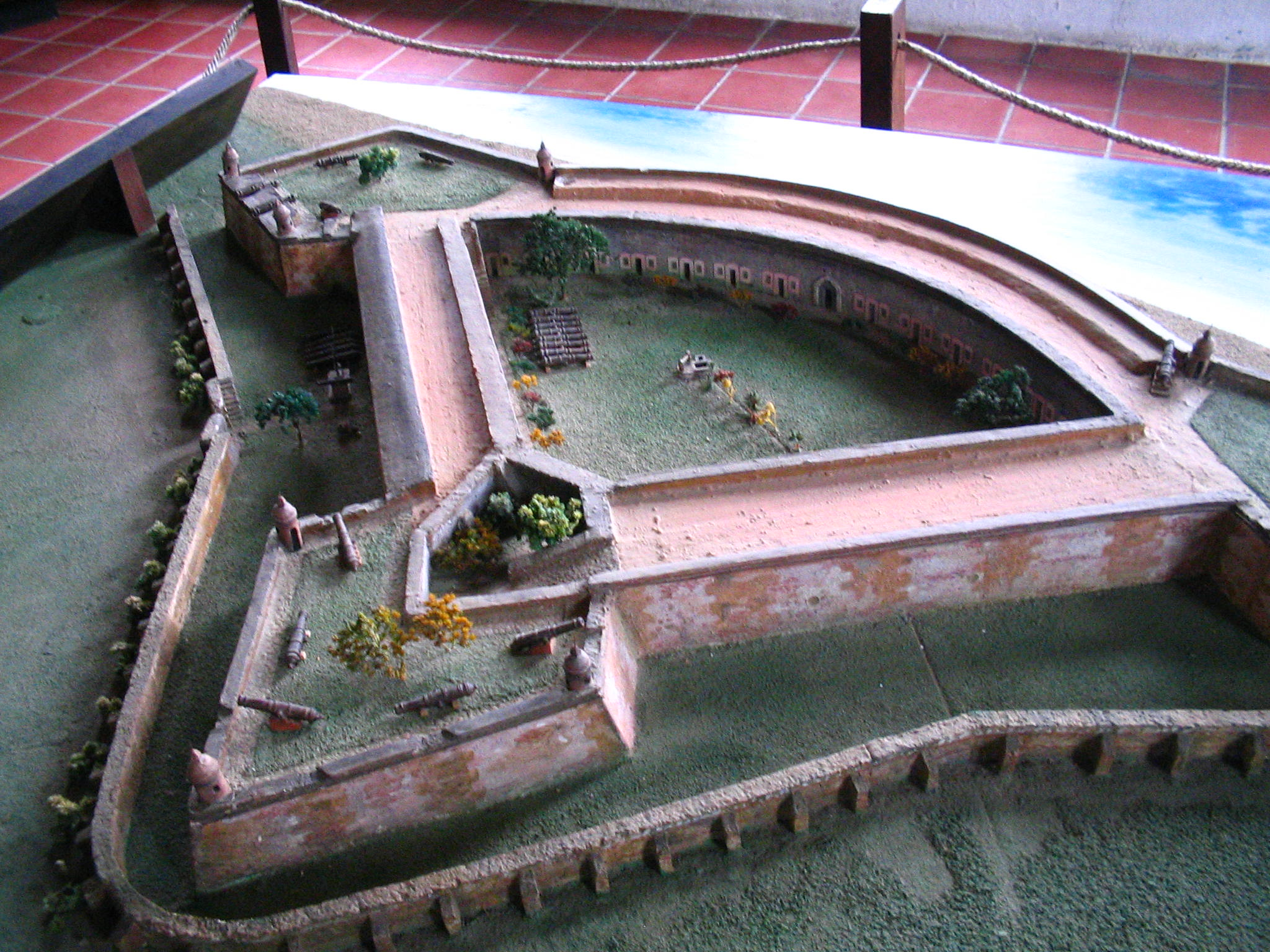
Modell der Festung

Unter dem spanischen König Ferdinand VI. wurde im Jahre 1759 der Bau der Festung genehmigt und schließlich von Einheimischen und afrikanischen Sklaven errichtet. Die Festung wurde ursprünglich zum Schutz der Küste und zum Schutz beim Verschiffen von Silber für die spanischen Kolonialherren gebaut. Die Küste und die Schiffe der spanischen Marine wurden in dieser Zeit sehr häufig von Piraten attackiert und es bedurfte eines Schutzes zur Gewährleistung weiterer Silberlieferungen an Spanien. Die Festung wurde insgesamt dreimal angegriffen. Bei einem Angriff der Briten konnten diese die Festung für kurze Zeit einnehmen, sie wurde später jedoch von den Spaniern zurückerobert. Ein zweiter Angriff erfolgte vom Seeräuber François l’Olonnais, der jedoch nur einige Wertgegenstände erbeuten konnte. Ein dritter Angriff erfolgte ebenfalls von Seeräubern, er war jedoch vollends erfolglos.
Nach der Unabhängigkeit Honduras von Spanien im Jahre 1821 wurde die Festung von der lokalen Regierung übernommen und als Gefängnis weiter betrieben. Nach Einstellung des Gefängnisbetriebes stand das Gebäude sehr lange Zeit leer. Heute ist die Festung Fortaleza de San Fernando Omoa ein nationales Denkmal und wird vom honduranischen Institut für Archäologie und Geschichte verwaltet. Die Festung und ihre schönen grünen Gärten können jederzeit, auch mit einer Führung, besucht werden.
Mit einer Gesamtfläche von 4400 Quadratmetern ist es die größte Festung in Mittelamerika und die zweitgrößte in ganz Amerika. Der Komplex umfasst 31 Gewölbe. In den Räumen waren Büros, Küchen, eine Kapelle und mehrere Waffenkammern untergebracht. In den Waffenkammern waren neben Waffen auch Schießpulver und Kanonenkugeln untergebracht. Eine Waffenkammer, in der ein großes Arsenal an Kanonenkugeln lagert, ist heute im Originalzustand hergerichtet. Im Außenbereich der Festung befindet sich ein alter Friedhof.

## Referenzen
- Spanische Wikipedia
- Reiseportal Planetware.com

Koordinaten: 15° 46′ 44″ N, 88° 2′ 25″ W